# Escola Central do Partido Comunista da China
 A Escola do Partido do Comitê Central do Partido Comunista da China (chinês tradicional: 中共中央馬克思共產主義學校, chinês simplificado: 中共中央马克思共产主义学校, pinyin: Zhōnggòng Zhōngyāng Mǎkèsī Gòngchǎnzhǔyì Xuéxiào) em Pequim, também conhecida como a Escola Central do Partido, é a instituição de ensino superior que treina especificamente os oficiais do Partido Comunista da China. Desde 2012, possui cerca de 1.600 alunos. Seu atual presidente é Chen Xi, membro do Politburo do Partido Comunista da China.

## História
A Escola do Partido foi fundada com o nome Escola Marx de Comunismo do Comitê Central do Partido Comunista da China, em Ruijin, Jiangxi, em 1933. Paralisou suas atividades quando o Exército Vermelho partiu na Grande Marcha e foi reativada quando a liderança do Partido chegou e se estabeleceu em Xianxim, noroeste da China, no inverno de 1936. Foi então renomeada para Escola Central do Partido. Em 1947, quando o Partido se retirou de Yan'an, a escola suspendeu suas atividades. Foi reaberta em 1948 em uma vila no condado de Pingshan, província de Hebei, antes de ser finalmente transferida para Pequim depois que os comunistas tomaram a cidade em 1949.
Em 1955, a escola foi reorganizada de modo a ficar sob a jurisdição direta do Comitê Central do Partido Comunista da China. Então, em 1966, a escola foi abolida durante o período da Grande Revolução Cultural Proletária, até ser devidamente restaurada em 1977. Desde 1989 a escola é chefiada pelo mais alto Secretário do Secretariado do Partido Comunista da China, que é concomitantemente membro do Comitê Permanente do Politburo. Na prática, o dia-a-dia da escola é administrado pelo vice-presidente executivo, que geralmente é considerado como tendo o mesmo status que um ministro de gabinete.
A partir de 2012, a escola concede cursos de mestrado em 14 áreas temáticas e doutorado em oito áreas.

## Localização
A escola está localizada atualmente no distrito de Haidian, Pequim, próxima do Antigo Palácio de Verão e do Palácio de Verão. O endereço exato é: Rua Dayouzhuang nº 100, distrito de Haidian, Pequim.

## Publicações
A Escola Central do Partido publica a revista Tempos de Estudo (chinês: 学习时报, pinyin: Xuexi Shibao), que descreve a relação entre as diretrizes do Comitê Central e a teoria política que é a base do Partido.

## Presidentes
1. Li Weihan (李维汉): 1933–1935
2. Dong Biwu (董必武): 1935-1937
3. Li Weihan (李维汉): 1937-1938
4. Kang Sheng (康 生): 1938–1939
5. Deng Fa (邓 发): 1939-1942
6. Mao Zedong : 1942–1947
7. Liu Shaoqi (刘少奇): 1948–1953
8. Kai Feng (凯丰): 1953-1954
9. Li Zhuoran (李 卓然): 1954–1955
10. Yang Xianzhen (杨献珍): 1955–1961
11. Wang Congwu (王 从 吾): 1961-1963
12. Lin Feng (林枫): 1963-1966
13. Hua Guofeng (华国锋): 1977-1982
14. Wang Zhen (王震): 1982-1987
15. Gao Yang (高扬): 1987–1989
16. Qiao Shi (乔石): 1989–1993
17. Hu Jintao (胡锦涛): 1993-2002
18. Zeng Qinghong (曾庆红): 2002-2007
19. Xi Jinping (习近平): 2007–2013
20. Liu Yunshan (刘云山): 2013–2017
21. Chen Xi (陈希): 2017 –